# Panoráma-útikönyvek listája
A budapesti Medicina Kiadó Panoráma-útikönyveinek listája.

## Panoráma országkalauzok
ISSN 1588-6581
| Albánia                                                 | Réti György: Albánia, 1991, ISBN 963 243 389 0 |
| Ausztrália · Új-Zéland                                  | Balázs Dénes: Ausztrália, Új-Zéland, Óceánia, 1981, ISBN 963-243-103-0 |
| Argentína · Uruguay                                     | Balázs Dénes: Argentína, Uruguay, 1988, ISBN 963-243-142-1 |
| Ausztria                                                | Pethő Tibor, Szombathy Viktor: Ausztria, 1969 Pethő Tibor, Szombathy Viktor: Ausztria, 1971 Pethő Tibor, Szombathy Viktor: Ausztria, 1975 Pethő Tibor, Szombathy Viktor: Ausztria, 1978 Pethő Tibor, Szombathy Viktor: Ausztria, 1982, ISBN 963-243-265-7 Pethő Tibor, Szombathy Viktor: Ausztria, 1983, ISBN 963-243-265-7 Szabó György: Ausztria, 1993, ISBN 963-243-731-4 |
| Belgium · Hollandia · Luxemburg                         | Pálfy József: Benelux államok, 1972 Pálfy József: Benelux államok, 1980, ISBN 963-243-184-7 |
| Brazília                                                | Bede Béla, Lempert Márta: Brazília, 1983, ISBN 963-243-225-8 Bede Béla, Lempert Márta: Brazília, 1997, ISBN 963-243-786-1 |
| Bulgária                                                | Bács Gyula: Bulgária, 1970 Bács Gyula: Bulgária, 1976, ISBN 963-243-074-3 Bács Gyula: Bulgária, 1981, ISBN 963-243-213-4 Bács Gyula: Bulgária, 1987, ISBN 963 243 347 5 |
| Ciprus                                                  | Wellner István: Ciprus, 1988 Forgács András: Ciprus, 1999, ISBN 963-243-821-3 |
| Csehszlovákia                                           | Szombathy Viktor: Csehszlovákia, 1973 Szombathy Viktor: Csehszlovákia, 1976, ISBN 963-243-076-X Szombathy Viktor: Csehszlovákia, 1981, ISBN 963-243-076-X |
| Dánia                                                   | Lindner László: Dánia, 1984, ISBN 963-243-275-4 Lindner László: Dánia, 1985, ISBN 963-243-275-4 |
| Egyiptom                                                | Szabó R. Jenő: Egyiptom, 1979, ISBN 963-243-098-0 Randé Jenő: Egyiptom, 1997, ISBN 963-243-847-7 |
| Andorra · Liechtenstein · Monaco · San Marino · Vatikán | Kis Csaba: Európai miniállamok, 1985, ISBN 963-243-114-6 |
| Finnország                                              | Szíj Enikő: Finnország, 1979, ISBN 963-243-111-1 |
| Franciaország                                           | Pálfy József: Franciaország, 1967 Pálfy József: Franciaország, 1978, ISBN 963-243-010-7 Pálfy József: Franciaország, 1982, ISBN 962-238-238-X Kis Csaba: Franciaország, 1995, ISBN 963-243-829-9 |
| Görögország                                             | Forgács András, Szabó Miklós: Görögország, 1977, ISBN 963-243-022-0, (a katalógusokban formailag hibás ISBN-nel szerepel) ISBN 963-243-022-X Forgács András, Szabó Miklós: Görögország, 1979 Forgács András, Szabó Miklós, Juhász Árpád, Pakurár István, Biczó Tamás: Görögország, 1991, ISBN 963-243-733-0 Forgács András, Szabó Miklós, Juhász Árpád: Görögország, 1994, ISBN 963-243-762-4 Forgács András, Szabó Miklós, Juhász Árpád: Görögország, 1995, ISBN 963-243-787-X Forgács András, Szabó Miklós, Juhász Árpád: Görögország, 1997, ISBN 963-243-814-0 |
| Hollandia                                               | Moldoványi Ákos: Hollandiai utazások, 2004, ISBN 963-243-885-X |
| India                                                   | Kalmár György és társai: India, 1976, ISBN 963-243-036-0 |
| Izrael                                                  | Goren Tamás: Izrael, 1988, ISBN 963-243-358-0 Goren Tamás: Izrael, 1996, ISBN 963-243-837-X |
| Írország                                                | Verzár István: Írország, 1987, ISBN 963-243-339-4 |
| Japán                                                   | Szentirmai József: Japán, 1975, ISBN 963-243-023-9 Szentirmai József: Japán, 1982, ISBN 963-243-247-9 Szentirmai József: Japán, 2005, ISBN 963-243-913-9 |
| Jugoszlávia                                             | Bács Gyula: Jugoszlávia, 1968 Bács Gyula: Jugoszlávia, 1970, ISBN 963-243-118-9 Bács Gyula: Jugoszlávia, 1977, ISBN 963-243-118-9 Bács Gyula: Jugoszlávia, 1983, |
| Kanada                                                  | Fehérdy Iván - Dukay Tóth Romola: Kanada, 1985, ISBN 963-243-092-1 |
| Kína                                                    | Polonyi Péter: Kína, 1986, ISBN 963-243-256-8 |
| Közép-Amerika                                           | Balázs Dénes: Közép-Amerika és a Nyugat-Indiai-szigetek, 1986, ISBN 963-243-236-3 |
| Lengyelország                                           | Bács Gyula: Lengyelország, 1974, ISBN 963-243-001-8 ?: Lengyelország, 1980, ISBN 963-243-188-X |
| Litvánia                                                | Kuzmányi István: Litvánia, 2009, ISBN 978-963-243-947-1 |
| Magyarország                                            | ?: Magyarország, 1967 ?: Magyarország, 1965 ?: Magyarország, 1968 ?: Magyarország, 1975, ISBN 963-243-140-5 ?: Magyarország, 1978, ISBN 963-243-140-5 ?: Magyarország, 1982, ISBN 963-243-241-X ?: Magyarország, 1990, ISBN 963 243 366 1 Czellár Katalin, Somorjai Ferenc: Magyarország, 1996, ISBN 963 243 7616 |
| Mexikó                                                  | Viczenik Dénes: Mexikó, 1985, ISBN 963-243-208-8 Viczenik Dénes: Mexikó, 2000, ISBN 963-243-798-5 |
| Montenegró                                              | Sebestyén Árpád: Montenegró, |
| Málta                                                   | Moldoványi Ákos: Málta, 1989, ISBN 963-243-364-5 Moldoványi Ákos: Málta, 2004, ISBN 963-243-886-8 |
| Nagy-Britannia                                          | Szabó R. Jenő: Nagy-Britannia és Észak-Írország, 1970 Szabó R. Jenő: Nagy-Britannia és Észak-Írország, 1972 Szabó R. Jenő: Nagy-Britannia és Észak-Írország, 1976 Szabó R. Jenő: Nagy-Britannia és Észak-Írország, 1981, ISBN 963-243-209-6 Randé Jenő: Nagy-Britannia és Észak-Írország, 1996, ISBN 963-243-804-3 Randé Jenő: Nagy-Britannia és Észak-Írország, 2005, ISBN 963-243-912-0 |
| NDK                                                     | Lindner László: Német Demokratikus Köztársaság, 1971 Lindner László: Német Demokratikus Köztársaság, 1981, ISBN 963-243-215-0 |
| NSZK                                                    | Simoné Avarosy Éva: Német Szövetségi Köztársaság, 1980, ISBN 963-243-025-5 Simoné Avarosy Éva: Német Szövetségi Köztársaság, 1986, ISBN 963-243-257-6 |
| Németország                                             | Szentirmai József: Németország, 1993, ISBN 963-243-658-X |
| Olaszország                                             | Fajth Tibor: Itália, 1965 Fajth Tibor: Itália, 1966 Dombi József, Fajth Tibor: Itália, 1969 Fajth Tibor: Itália, 1973 Dombi József, Fajth Tibor: Itália, 1978, ISBN 963-243-119-7 Dombi József, Fajth Tibor: Itália, 1980, ISBN 963-243-119-7 |
| Portugália                                              | Verzár István: Portugália, 1984, ISBN 963-243-272-X |
| Románia                                                 | Szabó József: Románia, 1971, ISBN 963-243-068-9 Szabó József: Románia, 1975 ?: Románia, 1980, ISBN 963-243-172-3 |
| Dánia · Finnország · Izland · Norvégia · Svédország     | Eugen Fodor: Skandinávia, 1968 Eugen Fodor: Skandinávia, 1973, ISBN 963-243-100-6 |
| Spanyolország                                           | Doromby Endre: Spanyolország, 1976, ISBN 963-243-019-0 Doromby Endre: Spanyolország, 1982, ISBN 963-243-212-6 Szentirmai József: Spanyolország, 1995, ISBN 963-243-660-1 |
| Srí Lanka                                               | Balás Péter, Szűcs-Balás Vera: Srí Lanka, 2008, ISBN 978-963-243-943-3 |
| Svájc                                                   | Fajth Tibor: Svájc, 1973, ISBN 963-243-083-2 Fajth Tibor: Svájc, 1980, ISBN 963-243-187-1 Fajth Tibor: Svájc, 1987, ISBN 963-243-333-5 Puskás Gyula István: Svájc, 2010, ISBN 978 963 243 952 5 |
| Szingapúr                                               | Gyöngyösi Imre: Szingapúr, 2006, ISBN 963-243-883-3 |
| Szovjetunió                                             | Bakcsi György: Szovjetunió, 1970 Bakcsi György: Szovjetunió, 1974, ISBN 963-243-162-6 |
| Thaiföld                                                | Kubassek János: Thaiföld, 2010 |
| Törökország                                             | Békési B. István: Törökország, 1983, ISBN 963-243-150-2 |
| Tunézia                                                 | Makó Bálint: Tunézia, 1996, ISBN 963-243-132-4 |
| USA                                                     | Kis Csaba: Amerikai Egyesült Államok, 1976, ISBN 963-243-018-2 Kis Csaba: Amerikai Egyesült Államok, 1982, ISBN 963-243-243-6 Kis Csaba: Amerikai Egyesült Államok, 1994, ISBN 963-243-649-0 |

## Panoráma "mini" útikönyvek
ISSN 0324-6930
| Szerző(k)                             | Cím                           | Megjelenés éve | ISBN |
| ------------------------------------- | ----------------------------- | -------------- | ---- |
| Bács Gyula                            | Délkelet-Lengyelország        |                |      |
| Bede Béla, Lempert Márta              | Katalónia                     |                |      |
| Bereznay István                       | Luzerntől Genfig              |                |      |
| Czellár Katalin                       | Stájerország                  |                |      |
| Cs. Tompos Erzsébet, Czellár Katalin  | Moldvai utazások              |                |      |
| Cseke László                          | Duna-kanyar                   |                |      |
| Cseke László                          | Észak-Magyarország            |                |      |
| Ember Mária                           | Bajorországi utazások         |                |      |
| Firon András                          | Csehországi utazások          |                |      |
| Forgács András                        | A görög szigetvilág           |                |      |
| Forgács András                        | Ciprus                        |                |      |
| Gimes Endre                           | Észak-Dunántúl                |                |      |
| Huba László                           | Dél-Dunántúl                  |                |      |
| Kovács Gergelyné                      | Alföld                        |                |      |
| Lindner László                        | A Loire völgye                |                |      |
| Lindner László                        | Hamburg és környéke           |                |      |
| Lindner László                        | Köln, Bonn                    |                |      |
| Lindner László                        | Skócia                        |                |      |
| Lindner László                        | Szászországi utazások         |                |      |
| Lindner László                        | Türingiai utazások            |                |      |
| Lindner László, Pálfy József          | Provence és a francia Riviéra |                |      |
| Makó Bálint                           | Tunézia                       |                |      |
| Mátyás Vilmos                         | Utazások Erdélyben            |                |      |
| Moldoványi Ákos                       | Hollandiai utazások           |                |      |
| Moldoványi Ákos                       | Londontól Londonig            |                |      |
| Moldoványi Ákos                       | Málta                         |                |      |
| Moldoványi Ákos                       | Salzburg és környéke          |                |      |
| Moldoványi Ákos, M. Szulyovszky Magda | Karintia és Tirol             |                |      |
| Németh Adél                           | Burgenland                    |                |      |
| Németh Adél                           | Kárpátalja                    |                |      |
| Németh Adél                           | Norvégia                      |                |      |
| Németh Adél                           | Svédország                    |                |      |
| Szarka Sándor                         | A horvát tengerpart           |                |      |
| Szarka Sándor                         | Kanári-szigetek               |                |      |
| Szombathy Viktor                      | Szlovákiai utazások           |                |      |
| Verzár István                         | Elzásztól Párizsig            |                |      |
| Verzár István                         | Utazások Spanyolországban     |                |      |
| Wellner István                        | Rómából Szicíliába            |                |      |
| Wellner István                        | Velencétől Rómáig             |                |      |
| Zákonyi Ferenc                        | Balaton                       |                |      |

## Panoráma városkalauzok
ISSN 1416-3187

### Magyar városok
| Szerző(k)                                                                  | Cím            | Megjelenés éve | ISBN               |
| -------------------------------------------------------------------------- | -------------- | -------------- | ------------------ |
| Somorjai Ferenc                                                            | Budapest       | 1996           | ISBN 963-243-766-7 |
| Kovács Gergelyné                                                           | Debrecen       | 1981           | ISBN 963 243 207 X |
| Wellner István                                                             | Eger           | 1981           | ISBN 963 243 177 4 |
| Csorba Csaba                                                               | Esztergom      | 1981           | ISBN 963 243 088 3 |
| Cziglényi László - dr. Galambos L.                                         | Győr           | 1987           | ISBN 963 243 334 3 |
| Cziglényi László                                                           | Győr           | 1987 (2.jav.)  | ISBN 963 243 334 3 |
| Heltai Nándor - Juhász István                                              | Kecskemét      | 1985           | ISBN 963 243 294 0 |
| dr. Bariska István - Németh Adél                                           | Kőszeg         | 1984           | ISBN 963 243 183 9 |
| Dallos Attila                                                              | Miskolc        | 1982           | ISBN 963 243 124 3 |
| Németh Adél - Szabó Lajos                                                  | Pápa           | 1989           | ISBN 963 243 383 1 |
| Csorba Csaba                                                               | Pécs           | 1983           | ISBN 963 243 246 0 |
| Czellár Katalin                                                            | Sopron         | 1982           | ISBN 963 243 199 5 |
| Czellár Katalin                                                            | Sopron         | 1988           | ISBN 963 243 361 0 |
| Péter László                                                               | Szeged         | 1981           | ISBN 963 243 186 3 |
| Fitz Jenő                                                                  | Székesfehérvár | 1980           | ISBN 963 243 151 0 |
| Soproni Sándor - Sándyné Wolf Katalin (többek munkájának felhasználásával) | Szentendre     | 1985           | ISBN 963 243 248 7 |
| Németh Adél                                                                | Szombathely    | 1980           | ISBN 963 243 178 2 |
| Balassa László – Kralovánszky Alán                                         | Veszprém       | 1983           | ISBN 963 243 226 6 |
| Cseke László                                                               | Visegrád       | 1980           | ISBN 963 243 180 4 |
| Lackner László                                                             | Zalaegerszeg   | 1987           | ISBN 963 243 335 1 |

### Külföldi városok
| Szerző(k)                         | Cím                              | Megjelenés éve | ISBN |
| --------------------------------- | -------------------------------- | -------------- | ---- |
| Linder László                     | Milánó és az észak-olasz tóvidék |                |      |
| Linder László                     | Koppenhága                       |                |      |
| Pálfy József                      | Párizs                           |                |      |
| Pálfy József                      | Brüsszel                         |                |      |
| Linder László                     | Amszterdam                       |                |      |
| Bereznay István                   | Lisszabon                        |                |      |
| Soproni János-Fajth Tibor         | Athén                            |                |      |
| Pap Éva                           | Helsinki                         |                |      |
| Bács Gyula                        | Belgrád                          |                |      |
| Bereznay István                   | Barcelona                        |                |      |
| Ember Mária                       | Bécs                             |                |      |
| Ember Mária                       | Nyugat-Berlin                    |                |      |
| Ürögdi György                     | Róma                             |                |      |
| Wellner István                    | Firenze                          |                |      |
| Ember Mária                       | London                           |                |      |
| Dombi József                      | Nápoly                           |                |      |
| Závodszky Ferenc-Hans Lindholm    | Stockholm                        |                |      |
| Szombathy Viktor                  | Prága                            |                |      |
| Fajth Tibor                       | Velence                          |                |      |
| Bács Gyula                        | Varsó                            |                |      |
| László Péter                      | Kairó                            |                |      |
| Csathó István                     | Leningrád                        |                |      |
| Lóránt László Endre               | Bécs                             |                |      |
| Fehér Géza                        | Isztambul                        |                |      |
| Firon András                      | Pozsony                          |                |      |
| Firon andrás                      | Kassa                            |                |      |
| Ember Mária                       | Berlin, az NDK fővárosa          |                |      |
| Szávai Jenő                       | Bukarest                         |                |      |
| Szathmári Gábor                   | Moszkva                          |                |      |
| Szathmári Gábor                   | Kijev                            |                |      |
| Verzár István                     | Madrid                           |                |      |
| Dudás Gyula                       | Szófia                           |                |      |
| Borsai Lipótné                    | Oslo                             |                |      |
| Kristó Nagy István-Udvaros Miklós | New York                         |                |      |
| Linder László                     | Rotterdam                        |                |      |
| Vinkó József                      | Zürich                           |                |      |